# 田原親賢
田原親賢（—1600年11月9日），日本戰國及安土桃山時代的武將。武藏今市城城主、妙見嶽城城督。大友氏的家臣。出家後改名為田原紹忍，號不思軒。養子為田原親虎及田原親盛。官位為尾張守、近江守、民部大輔。

## 生涯
大友氏家臣・奈多鑑基之子。大友宗麟正室・奈多氏的胞弟（一說為胞兄），身為側近而受到重用。後來成為大友氏一族・田原氏的傍系武藏田原家田原親資的養子，仕於宗麟並受命監視田原本家（田原親宏），因此親賢在大友家中的地位大幅提昇，永祿8年（1565年）成為加判眾，在臼杵鑑速死後參與大部分的國政，但常常與大友家重臣立花道雪的意見不合。
後來宗麟皈依天主教，但親賢對天主教卻非常嫌惡。但之前於永祿11年（1568年）從柳原氏迎來的養子親虎，卻於天正5年（1577年）受洗成為教徒，親賢知悉後，與奈多夫人討論決定廢嫡另立。
在天正6年（1578年）的耳川之戰擔任全軍總指揮，但大敗於島津氏。事實上，大友一族的凋落，即從這一戰開始，今日認定親賢為無能之輩等等評價，也從這次戰爭而來。但實際上，由於宗麟排擠神佛、對親賢不信任，以及遠從筑前・豐前集結而來的兵士等等，都造成士氣低落、指揮系統混亂，且依據敵方島津方的史料記載：「大友方的田原紹忍奮戰不懈」。
回到妙見嶽城後，親賢被追究敗戰之責，田原本家的親宏主張將其所領沒收。天正9年（1581年），迎來宗麟之子，同時也是外甥的大友親盛為養嗣子，並將家督讓予，此舉造成田原本家田原親貫（親宏養子）起兵謀反，親賢為此率兵平叛，為大友家費盡心力。
島津氏的豐後侵攻（豐薩合戰）之際，受妙見嶽城的親盛委託守備高崎山城。後來繼承大友氏家督的大友義統自府内城逃出後，即前往高崎山城，並由親賢送至親盛防守的妙見嶽城。戰後成為吉統的側近，後出席天正15年（1587年）宗麟的葬儀，並伴隨吉統嫡子大友義乘前往謁見豐臣秀吉。
文祿2年（1593年），大友氏遭改易後，紹忍所領也被沒收，後以2,900石仕於豐後岡城主中川秀成，成為與力。慶長5年（1600年）關原之戰時，與舊主大友義統及毛利氏都屬於西軍，流落豐後各地的家臣，如：宗像鎮續及吉弘統幸等，均再度復歸。但石垣原之戰鎮續及統幸相繼戰死，吉統也向黑田如水降伏。親賢投靠柴山重成而再度歸參中川氏，並與西軍方太田一吉（佐賀關之戰）作戰，但不幸中彈身亡。法名為真士院本譽紹忍居士。
1. ↑  ルイス・フロイス著、松田毅一・川崎桃太訳『完訳フロイス日本史7　大友宗麟篇II 宗麟の改宗と島津侵攻』中央公論社〈中公文庫〉、2000年。ISBN 4-12-203586-4
2. ↑  ルイス・フロイス著、松田毅一・川崎桃太訳『完訳フロイス日本史8　大友宗麟篇III 宗麟の死と嫡子吉統の背教』中央公論社〈中公文庫〉、2000年。ISBN 4-12-203587-2